# Mara-Gnawan
Mara-Gnawan est une localité située dans le département de Nako, de la province du Poni, dans la région Sud-Ouest au Burkina Faso.

## Santé et éducation
Le centre de soins le plus proche de Mara-Gnawan est le centre de santé et de promotion sociale (CSPS) de Nako, tandis que le centre hospitalier régional (CHR) de la province se trouve à Gaoua.